# Everhard I van Limburg Hohenlimburg
Everhard I van Limburg (zu) Hohenlimburg (ca. 1253 – 1308) was de tweede zoon van graaf Diederik I van Limburg-Lenne en Adelheid van Sayn, dochter van Johan I graaf van Sayn-Sponheim. Bij de vererving van het graafschap Limburg aan de Lenne gold het oude Germaans/Frankisch erfrecht, ‘naaste bloed, erft land en goed’ . Voordat graaf Diederik I stierf, liet hij aan zijn zoon Everhard I (ruim 50 jaar oud) titel en graafschap na. Heel zijn leven had hij samen met zijn vader gestreden om verloren grafelijke erfgoed terug te winnen. Everhard vestigde zich op de Hohenlimburg. Zijn neef Diederik, heer van de heerlijkheid Styrum, bleef wonen in het Slot Styrum aan de Ruhr.

Wapen van de Graven van Limburg te Hohenlimburg

## Levensloop
Everhard, broer van Johannes "Johannes, Everhardus nostra filli", wordt op 12 maart 1271 genoemd bij de stichting van een vicarie in de kapel van het klooster te Elsey aan de Lenne nabij Hohenlimburg. Hij was toen 19 jaar oud en nog niet gehuwd. Een jaar later is hij met zijn moeder “Aleydis comitissa in Lymburg, Everhardus fikius noster” getuige bij een schenking van een landgoed aan het Sticht Elsey. 
Everhard is omstreeks 1274 gehuwd met “Agnes”. Haar voornaam duikt voor het eerst op in een bewaard gebleven oorkonde uit 1291. Naast andere aanwijzingen komen in oorkonden uit de periode 1272-1328 de edelheren van Volmarsteyn voor als getuige en bloedverwant “Theodericus de Volmuntstene consanguineus noster” en 25 jaar later “Theodericus Volmotsteyne, Herrn Theodericum comitem de Limburgh” die hem hun bloedverwant en vriend noemt. Waarmee de mogelijke achternaam van Agnes, een "Van Volmarsteyn", in beeld komt. 
Het vicarie dat zijn broer Johan in 1271 stichtte was ter nagedachtenis van zijn overleden vrouw Agnes van de Wildenberg. Aannemelijk is dat zij na pas drie jaar huwelijk in het kraambed bij de geboorte van hun 3e kind, een dochter, is overleden. Die dochter  Mechteld zou in 1286 huwen met Egbert I van Almelo. Zij is daarmee een stammoeder van het uitgestorven Nederlandse geslacht van die naam. Everhard met zijn vader en vijf jaar oudere broer strijden samen mee om verloren erfgoed terug te veroveren, totdat Johan in 1277 op 30-jarige leeftijd overlijdt. 
Na dat overlijden zet zijn vader Diederik met Everhard die strijd nog ruim 25 jaar lang samen voort. Hierbij raakten beiden in een vete met de Rijksstad Dortmund. In de periode 1279-1286 was Everhard als ‘mede’ graaf betrokken bij de uitruil van ministerialen met omliggende graven van Arnsberg, Van der Mark en het Sticht van Essen. De slag bij Woeringen op 5 juni 1288 was een tegenslag. Zij waren niet direct bij de slag betrokken maar steunden wel de fractie van Keulen en verbondenen, de verliezende partij. Graaf Everhard I van der Mark met wie zij al langer op gespannen voet stonden, behoorde tot de winnende partij geleid door de hertog van Brabant. Van der Mark beschikte toen over een grote strijdgroep en geldmiddelen en was daardoor in staat de pas gebouwde tweede burcht van Diederick en Everhard “Neu Isenberg” aan de Ruhr tegenover Werden te ontmantelen en grotendeels te slopen. De Hohenlimburg werd bezet en de familie moest uitwijken naar hun slot Stirum.
Naar oud  erfrecht, "naaste bloed erft land en goed" volgde hij omstreeks 1301 zijn overleden vader op als Everhard I graaf van Limburg. Met zijn echtgenote en kinderen keerde hij terug naar de Hohenlimburg. Lang heeft zijn bestuur niet geduurd, want hij stierf in 1308. Zijn oudste zoon Diederik II volgde hem op als graaf van Limburg Hohenlimburg.

## Huwelijk en nakomelingen
Everhard I graaf van Limburg was omstreeks 1274 gehuwd met Agnes (van Volmarsteyn). Zij kregen een zoon Diederik en dochter Irmgard.
- Diederik II graaf van Limburg Hohenlimburg, ca. 1276 - 9 augustus 1364, gehuwd op 16 september 1297 met Irmgard van Greiffensteyn, weduwe van Hendrik van Bircklin. Als weduwnaar hertrouwd voor 1333 met Elisabeth van Strünckede.
- Irmgard geboren omstreeks 1278